# 대불정여래밀인수증요의제보살만행수능엄경(언해)
대불정여래밀인수증요의제보살만행수능엄경(언해)(大佛頂如來密因修證了義諸菩薩萬行首楞嚴經(諺解))은 서울특별시 중구, 동국대학교에 있는 조선시대의 불경이다. 
1984년 5월 30일 대한민국의 국보 제212호 대불정여래밀인수증료의제보살만행수 능엄경<권1-10>(大佛頂如來密因修證了義諸菩薩萬行首楞嚴經<卷一-十>)으로 지정되었다가, 2010년 8월 25일 현재의 명칭으로 변경되었다.

## 개요
대불정여래밀인수증료의제보살만행수능엄경을 줄여서 ‘대불정수능엄경’또는 ‘능엄경’이라고 부르기도 한다. 부처님의 말씀을 머리 속으로 이해하는데 그치지 않고 자신이 직접 체득하여 힘을 갖는 것을 기본사상으로 하고 있으며, 스님들이 수련하는 과정에서 필수적으로 배우는 경전이다.
이 책은 당나라의 반자밀제(般刺密帝)가 번역하고 계환(戒環)이 해설한 것을 세조 8년(1462)에 10권 10책으로 간행한 것이다. 목판에 새겨 찍어낸 것으로, 크기는 가로 35.7cm, 세로 22cm이다. 이 책은 간경도감<刊經都監:세조 7년(1461)에 불경을 한글로 풀이하여 간행하기 위해 설치한 기구>을 설치한 다음 해에 만든 책으로, 당시 찍어낸 판본이 모두 완전하게 남아 전해지는 유일한 예이다.
간경도감에서 최초로 간행한 한글 해석판으로 편찬 체제와 글씨를 대자·중자·소자로 구분하여 쓰는 방법 등은 뒤에 간행되는 국역판의 길잡이가 된다는 점에서 가치가 크다.

## 참고 자료
- 대불정여래밀인수증요의제보살만행수능엄경(언해) - 국가유산청 국가유산포털